# Кишангарх (княжество)

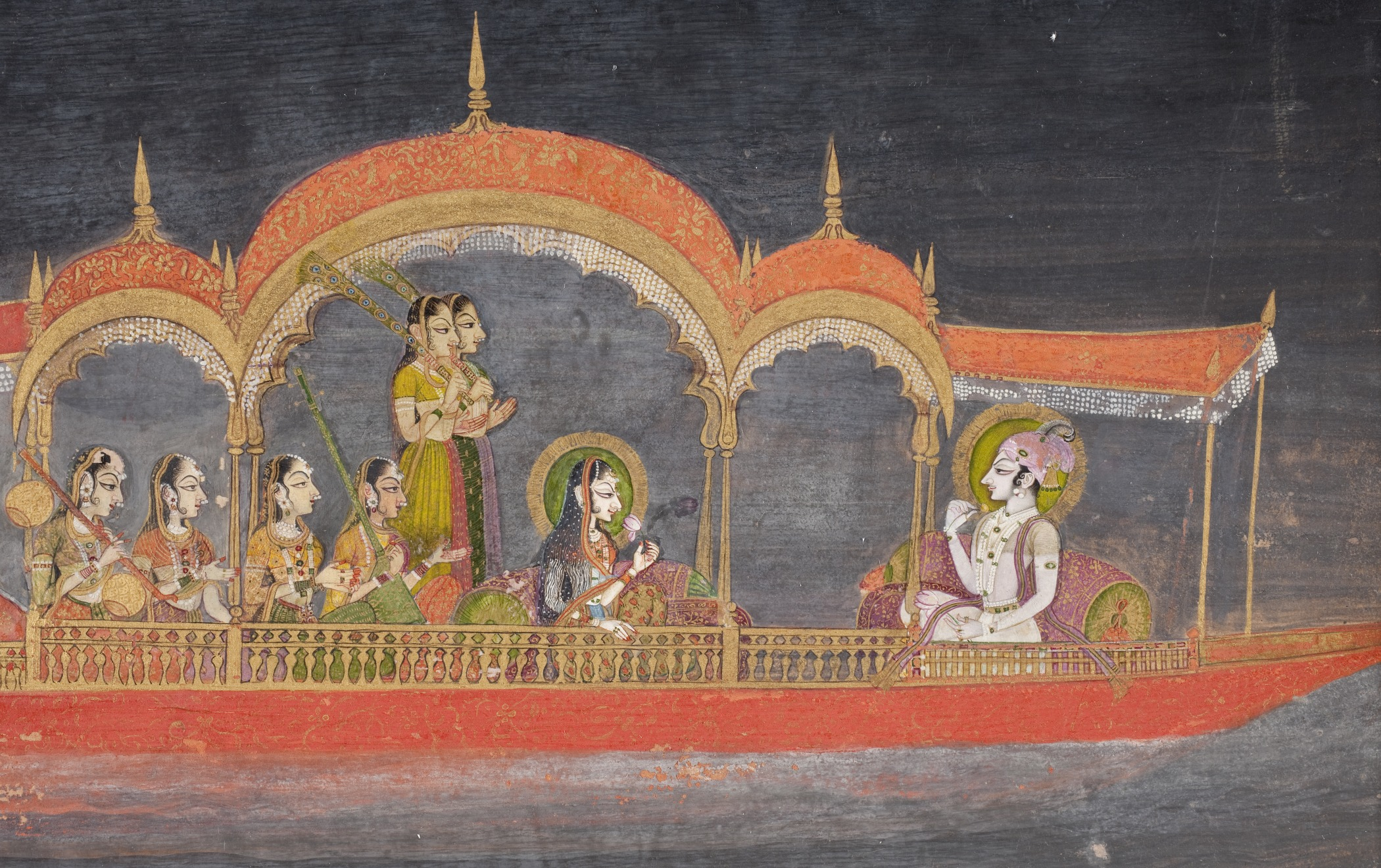
Савант Сингх (правил в 1748—1757 годах) и Бани Тани в облике Кришны и Радхи путешествуют по озеру Гундалао, Кишангарх

Княжество Кишангарх — туземное княжество в составе Британской Индии, существовавшее с 1611 по 1948 год. Он был основан джодхпурским принцем Кишаном Сингхом в 1609 году. До Кишана Сингха этой областью правил Раджа Самохан Сингх, который был дальним родственником семьи Кишана Сингха и дедом Наубат-хана. Раджа Самохан Сингх, джодхпурский принц, погиб от рук Акбара, а его внук Мишри Сингх содержался под домашним арестом. Мишри Сингх позже принял ислам и был переименован в Наубат-хана.
Княжество Кишангарх располагалось между 25 ° 49' и 26° 59' на севере и 70° 49' и 75° 11 ' на востоке. На севере и северо-западе Кишнгарх гранили с княжеством Джодхпур, на востоке — с Джайпуром, на западе и юго-востоке — с княжеством Аджмер, а на крайнем юге — с княжеством Шахпура.

## История

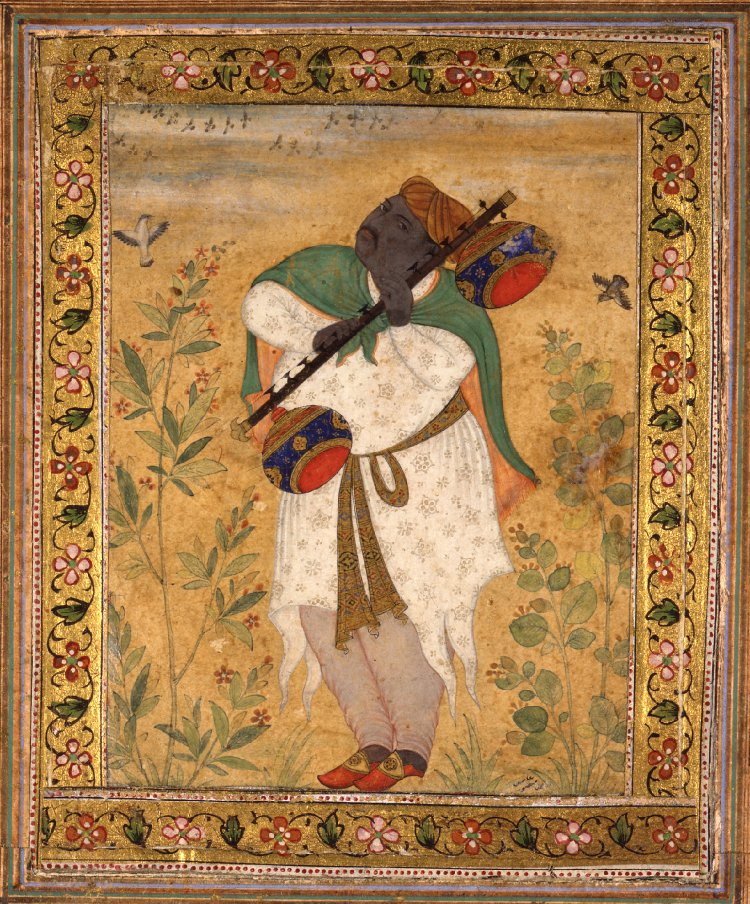
Портрет Наубат-Хана Калаванта, Раджи Кишангарха до Кишана Сингха. Портрет Устада Мансура, около 1600 года, Британский музей, Лондон.

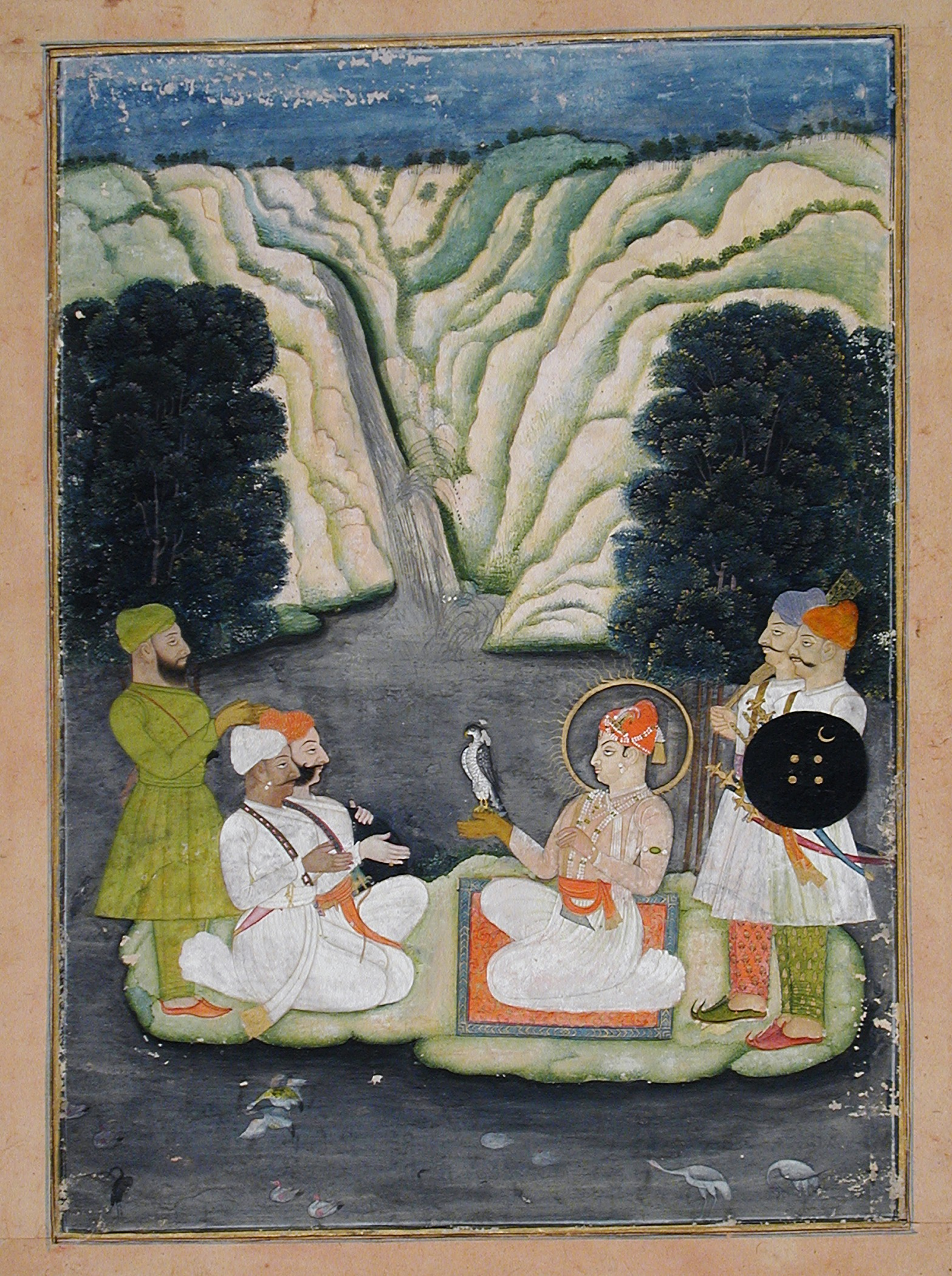
Махараджа Кальян Сингх из Кишангарха (правил в 1798—1838 годах)

Кишан Сингх, который был вторым сыном Удая Сингха из Джодхпура, покинул земли своей семьи в Аджмере в 1596 году. От императора Великих Моголов Акбара он получил округ Хиндаун (ныне в Джайпуре), а позднее — Сетхолао вместе с некоторыми другими районами. В 1611 году он основал город Кишангарх, который затем также был назван государством. 13-м вождем, сменившим Удая Сингха, был Калиан Сингх (1797—1832), и в его время, 26 марта 1818 года, княжество Кишангарх перешло под британский протекторат.
Кишангарх был столицей княжеского государства во время британского владычества. Княжество Кишангарх входило в состав Агентства Раджпутана. Его площадь составляла 2210 км2 (858 кв. миль), а население в 1901 году составляло 90 970 человек. Эта цифра для населения представляла собой снижение на 27 % по сравнению с цифрой переписи 1891 года, что, по-видимому, связано с голодом 1899—1900 годов. В 1931 году население княжества составляло 85 744 человека. Государство пользовалось предполагаемым доходом в размере 30 000 фунтов стерлингов в 1875 году и не платило дань британскому колониальному правительству. В 1840 году Притхви Сингх он стал 15-м махараджей Кишангарха и правил до своей смерти в 1879 году, после чего ему наследовал его сын Сардул Сингх.
Махараджа Мадан Сингх взошел на трон в 1900 году в возрасте шестнадцати лет , в то время, когда государство шаталось от разрушительной засухи. Под его руководством и его диваном многие считали, что заслуживают одобрения; орошение из резервуаров и колодцев было расширено, и были запущены фабрики по очистке и прессованию хлопка. Движение за социальные реформы, направленное на недопущение чрезмерных расходов на браки, оказало заметное влияние во время его правления.

## Правители княжества
Правители Кишангарха, принадлежавшие к династии Ратхор, носили титул «Махараджа».
- 1597—1615: Кишан Сингх (? — 1615), четвертый сын Раджи Удая Сингхджи, раджи Марвара (Джодхпура). В 1611 году основал город Кишангарх.
- 1615—1618: Сахас Мал (? — 1618), старший сын предыдущего
- 1617—1629: Джаг Мал (? — 1629), младший брат предыдущего
- 1629—1643: Хари Сингх (? — 1643), племянник предыдущего и внук Кишана Сингха
- 1643—1658: Руп Сингх (май 1628 — июнь 1658), племянник и приёмный сын предыдущего
- июнь 1658 — октябрь 1706: Ман Сингх (сентябрь 1655- октябрь 1706), единственный сын предыдущего
- октябрь 1706 — апрель 1748: Радж Сингх (ноябрь 1674 — апрель 1748), сын предыдущего
- 1748—1781: Бахадур Сингх (? — 1781), младший сын Раджа Сингха, соперник Саманта Сингха
- 1748 — 21 августа 1765: Самант Сингх (январь 1700 — 21 августа 1765), старший сын Раджи Сингха.
- 21 августа 1765 — 16 мая 1768: Сардар Сингх (август 1730 — 16 мая 1768), сын предыдущего. С 1756 года — фактический правитель княжества.
- 1781 — 22 ноября 1788: Бирад Сингх (июнь 1737 — 22 ноября 1788), старший сын Бахадура Сингха.
- 22 ноября 1788 — 5 марта 1798: Пратап Сингх (17 сентября 1763 — 5 марта 1798), единственный сын предыдущего
- 5 марта 1798 — 22 мая 1839: Кальян Сингх (4 ноября 1794 — 22 мая 1839), единственный сын предыдущего
- 22 мая 1839 — 31 августа 1841: Мохкам Сингх (16 августа 1817 — 17 мая 1841), сын предыдущего.
- 31 августа 1841 — 25 декабря 1879: Притхви Сингх (14 мая 1838 — 25 декабря 1879), приёмный сын предыдущего
- 25 декабря 1879 — 18 августа 1900: Сардул Сингх (10 декабря 1857 — 18 августа 1900), старший сын предыдущего, с 1 января 1892 года — сэр Сардул Сингх
- 18 августа 1900 — 25 сентября 1926: Мадан Сингх (1 ноября 1884 — 25 сентября 1926), второй сын предыдущего, с 1 января 1909 года — сэр Мадан Сингх. Носил почётный титул подполковника британской армии
- 25 сентября 1926 — 3 февраля 1939: Ягья Нараян Сингх (26 января 1896 — 3 февраля 1939), приёмный сын предыдущего
- 3 февраля 1939 — 15 августа 1947: Сумар Сингх (27 января 1929 — 16 февраля 1971), приёмный сын и преемник предыдущего.

## Титульные марараджи
- 15 августа 1947 — 16 февраля 1971: Сумар Сингх (27 января 1929 — 16 февраля 1971), последний правящий махараджа Кишангарха (1939—1947)
- 16 февраля 1971 — настоящее время: Браджрадж Сингх (род. 22 августа 1953), старший сын предыдущего.